# Большая Вельморда
Большая Вельморда — река в России, течёт по территории Лешуконского района и Мезенского района Архангельской области. Устье реки находится в 308 км по левому берегу реки Пёзы. Длина реки — 54 км, площадь водосборного бассейна — 305 км². Крупнейший приток — Вельморда.

## Данные водного реестра
По данным государственного водного реестра России относится к Двинско-Печорскому бассейновому округу, водохозяйственный участок реки — Мезень от водомерного поста деревни Малонисогорская и до устья. Речной бассейн реки — Мезень.
Код объекта в государственном водном реестре — 03030000212103000049354